# Marc Cox (beeldhouwer)

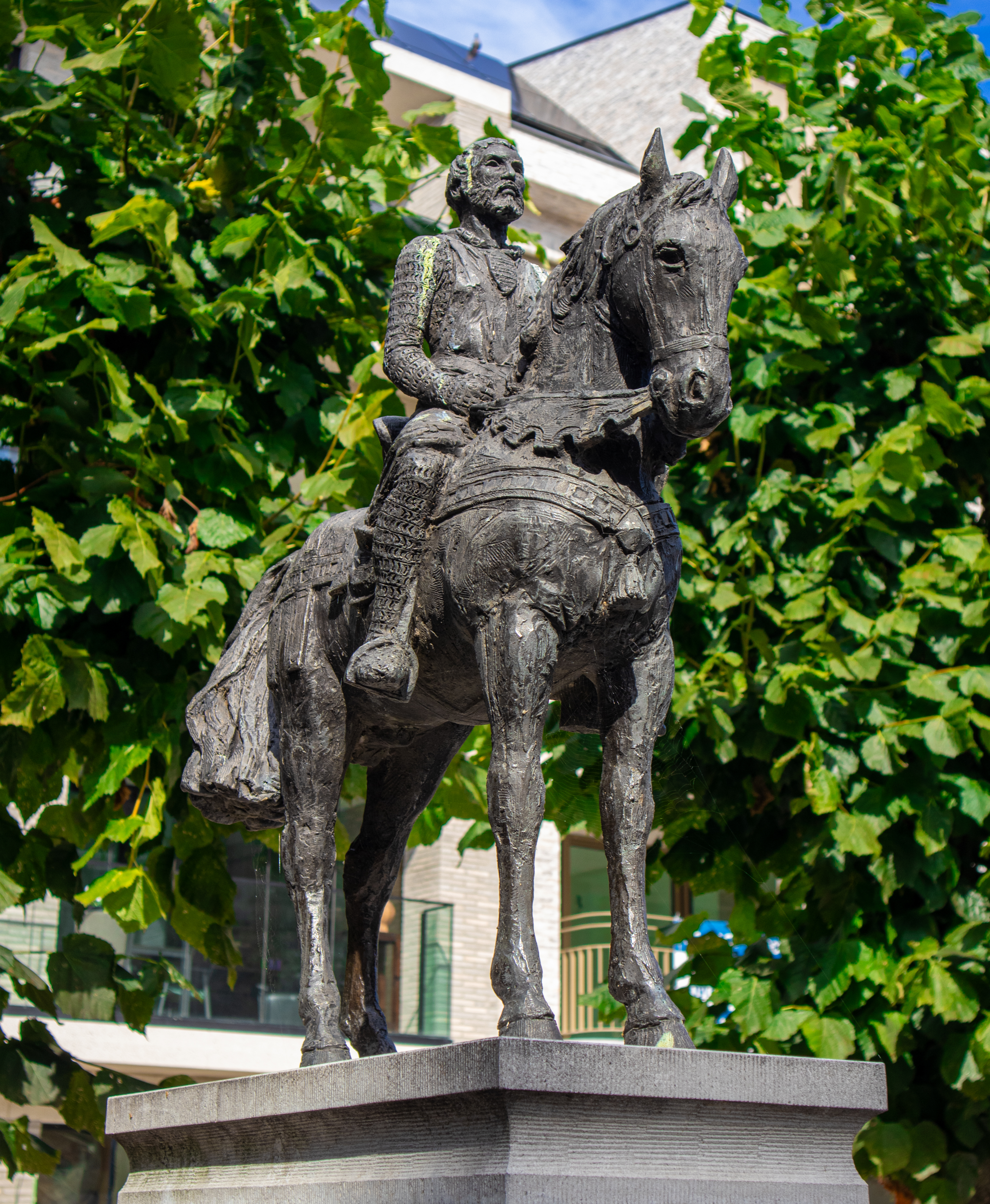
Arnold IV van Loon - Hasselt

Marc Cox (Stevoort, 1944) is een Belgisch beeldhouwer en tekenaar. 

## Loopbaan
Marc Cox  werd geboren in Stevoort in 1944 als zoon van kunstenaar Pierre Cox. Hij studeerde monumentale keramiek aan het Provinciaal Hoger Instituut voor Kunstonderwijs in Hasselt. Hij doceerde aan de PXL modeltekenen en compositie. Aan de Stedelijke Academie in Hasselt was hij als leraar vormgeving verbonden aan het atelier Keramiek. Daarenboven is hij lid van de Belgische Nationale Raad voor Plastische Kunsten. Hij trouwde met beeldkeramiste Miet Schreurs.
Werken van deze kunstenaar bevinden zich in openbare collecties zoals het Jenevermuseum en het Stadsmus, maar ook in particuliere verzamelingen in binnen- en buitenland. Marc Cox creëerde naast beeld- en wandkeramiek en tekenkunst ook beeldhouwwerk, toegepaste grafiek, polyesterreliëfs, muurschilderingen, industriële vormgeving, een kortfilm en videoacts.

## Bekende werken

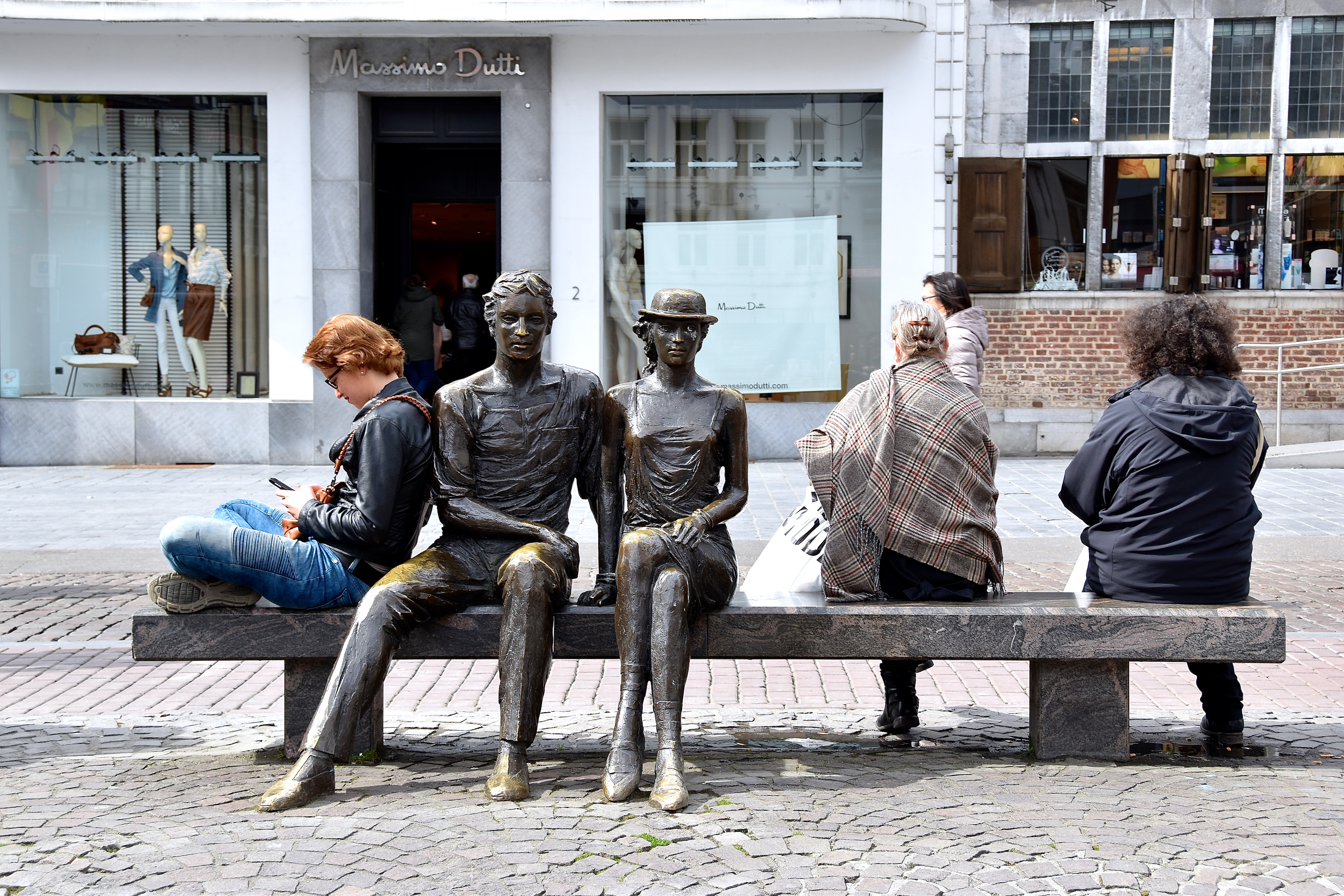
Hendrik en Katrien op de oorspronkelijke bank van vóór de aanpassing in 2020

Het meest bekende werken bij het brede publiek zijn de beeldhouwwerken in de openbare ruimte van Hasselt. Zo is het bronzen beeldenpaar 'Hendrik en Katrien' met de officiële naam 'Luisteren naar de beiaard' op de Hasseltse Grote Markt van zijn hand. In september 2019 werd dit beeld tijdelijk uit het Hasseltse straatbeeld verwijderd omwille van de vernieuwingswerken op de Grote Markt. In 2020 werd het echter teruggeplaatst op de oorspronkelijke plaats, al is het bankstel wel vernieuwd. Andere bekende werken van Cox zijn het ruiterbeeld 'Arnold IV' op de Fruitmarkt en 'De Piot' aan de Maastrichterstraat van zijn hand. 

## Exposities
In 2015 ging een expositie 'De Profundis' ('Uit de diepten') door in de Markthallen in Herk-de-Stad met  tekeningen van Marc Cox. Hij heeft een grote passie voor tekenen en dit uitte zich in een oeuvre van kleine tekeningen die in groot contrast staan met zijn bronzen monumentale werken.
- RKD-Nederlands Instituut voor Kunstgeschiedenis: 18877